# Hóa dược
Hóa dược theo định nghĩa của IUPAC là một ngành khoa học dựa trên nền tảng hóa học để nghiên cứu các vấn đề của các ngành khoa học sinh học, y học và dược học. Hóa dược bao gồm việc khám phá, phát minh, thiết kế, xác định và tổng hợp các chất có tác dụng hoạt tính sinh học, nghiên cứu sự chuyển hóa, giải thích cơ chế tác động của chúng ở mức độ phân tử, xây dựng các mối quan hệ giữa cấu trúc và tác dụng sinh học hay tác dụng dược lý (gọi là SAR) và mối quan hệ định lượng giữa cấu trúc và tác dụng sinh học hay tác dụng dược lý (gọi là QSAR).
Hóa dược là một ngành khoa học thể hiện cao sự kết hợp giữa hóa hữu cơ và sinh hóa, hóa tin học, dược lý, sinh học phân tử, toán thống kê và hóa lý.
Một định nghĩa khác của Hóa dược là một ngành khoa học giao giữa hóa học và dược học nghiên cứu các vấn đề thiết kế và phát triển dược phẩm. Hóa dược bao gồm việc xác định, tổng hợp và phát triển các hóa chất mới phù hợp cho mục đích trị liệu. Hóa dược cũng bao gồm cả việc nghiên cứu các thuốc đã sẵn có, các hoạt tính sinh học mới và các mối quan hệ định lượng giữa cấu trúc và tác dụng sinh học (QSAR).

## Quy trình phát hiện dược phẩm

### Khám phá
Việc khám phá là việc xác định các hợp chất hoạt động mới, thường được gọi là "hit", mà thường được tìm thấy bằng cách kiểm tra nhiều hợp chất (hợp chất của thư viện) cho các mong muốn đặc tính sinh học. Trong khi một số phương pháp tiếp cận đối với việc xác định các số truy cập tồn tại, thành công nhất của các kỹ thuật dựa vào trực giác hóa học và sinh học phát triển thông qua năm đào tạo hóa học-sinh học nghiêm ngặt. Các nguồn khác của số truy cập có thể đến từ nguồn tự nhiên, như thực vật, động vật, hoặc nấm. Số lần có thể có nguồn gốc cũng từ các thư viện hóa học tổng hợp, chẳng hạn như những người tạo ra thông qua bộ sưu tập hóa học tổ hợp hoặc hợp chất hóa học lịch sử đó được kiểm tra vi-số lượng lớn so với chỉ tiêu sinh học trong câu hỏi.